# Ібіс молуцький
Ібіс молуцький (Threskiornis molucca) — птах з родини ібісових.

## Опис
Threskiornis molucca дуже схожий на Threskiornis aethiopicus. Довжина його тіла від 65 до 75 см, а розмах крил від 112 до 124 см. Вага від 1,4 кг до 2,5 кг. Оперення в основному біле, за винятком декількох чорних пір'їн на крилах. Голова чорна, без пір'я. Самець і самка схожі.

## Поширення
Threskiornis molucca мешкає на півночі та сході Австралії, південній Новій Гвінеї та Індонезії. Птахи живуть частіше поблизу водойм.

## Розмноження
Threskiornis molucca гніздиться у колоніях на деревах, у кущах або на землі. У кладці від 3 до 4 яєць. Висиджування триває приблизно 21 день. Пташенята залишають гніздо через 5—6 тижнів.

## Харчування
Цей птах харчується рептиліями, рибами, ракоподібними, великими комахами, равликами і при нагоді також падлом.

## Галерея

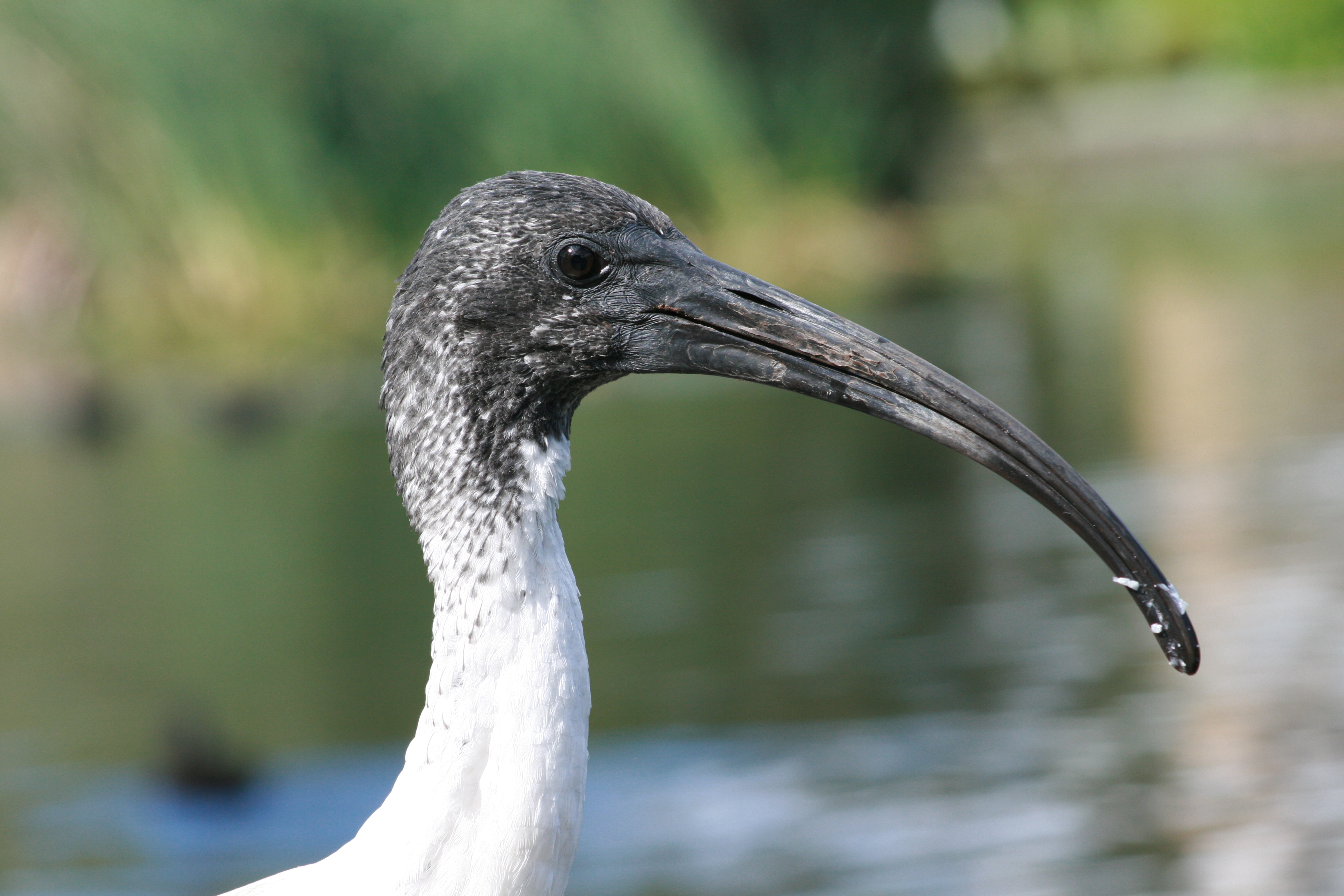
Голова і шия ібіса
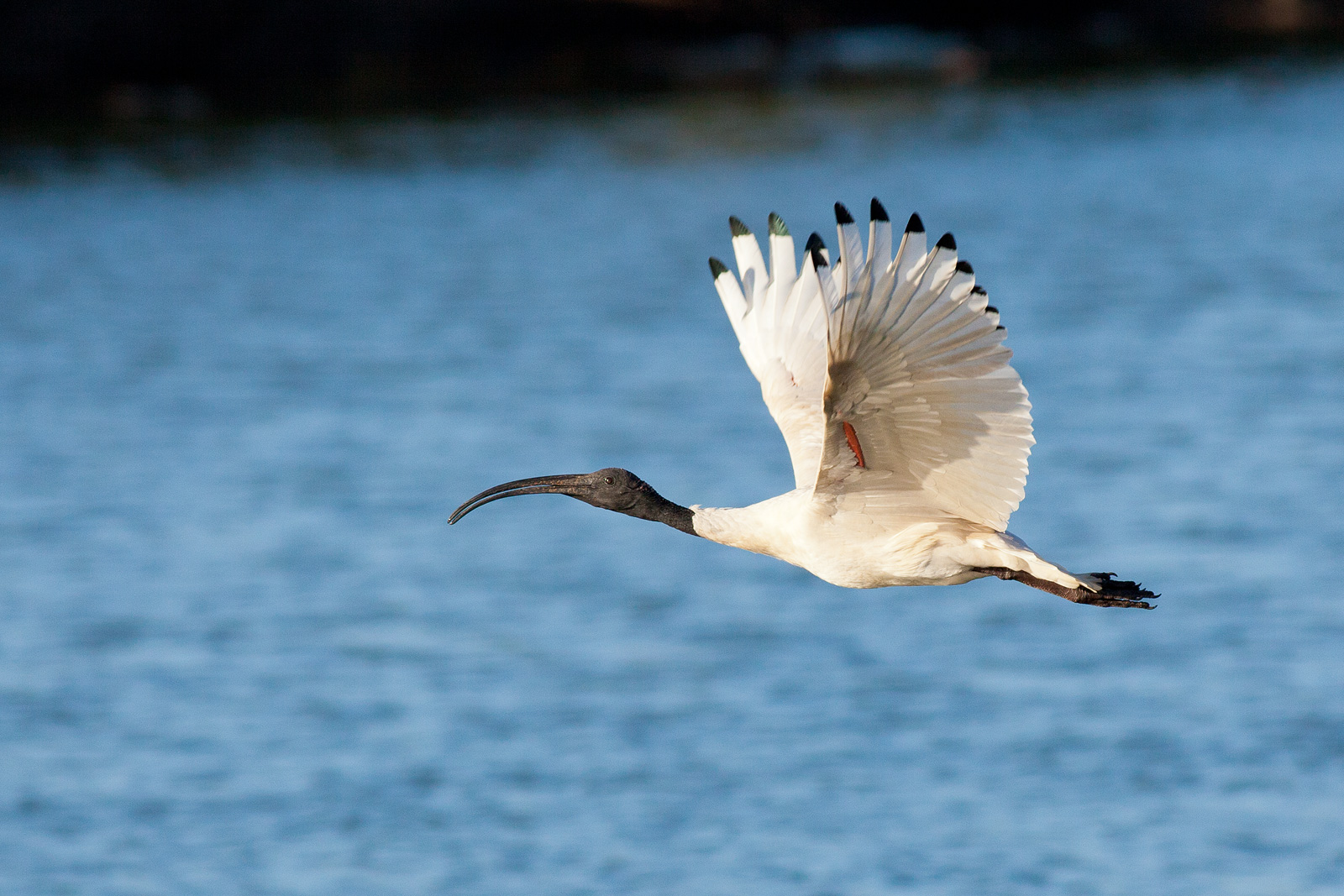
Threskiornis molucca у польоті
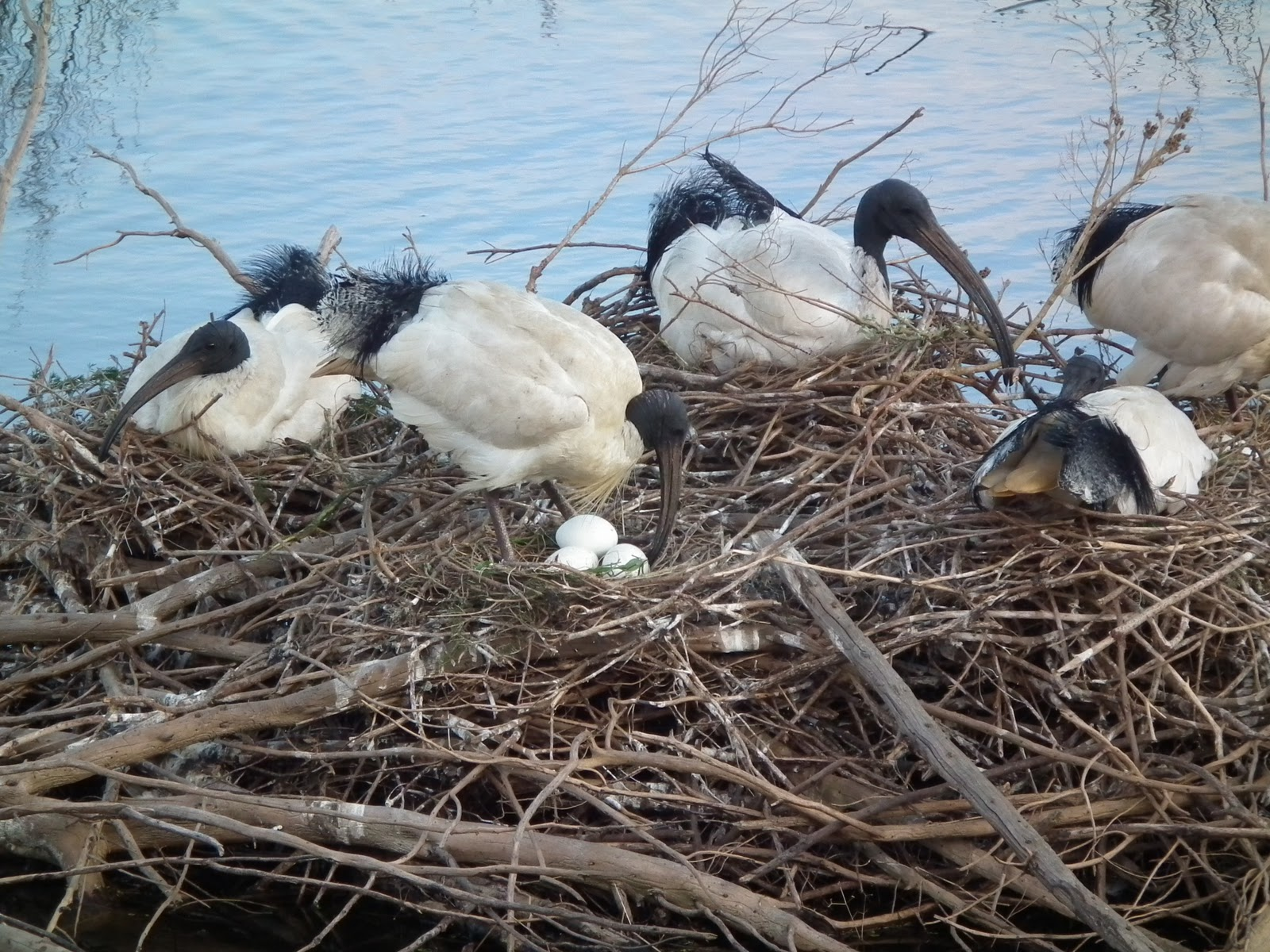
Гніздо Threskiornis molucca
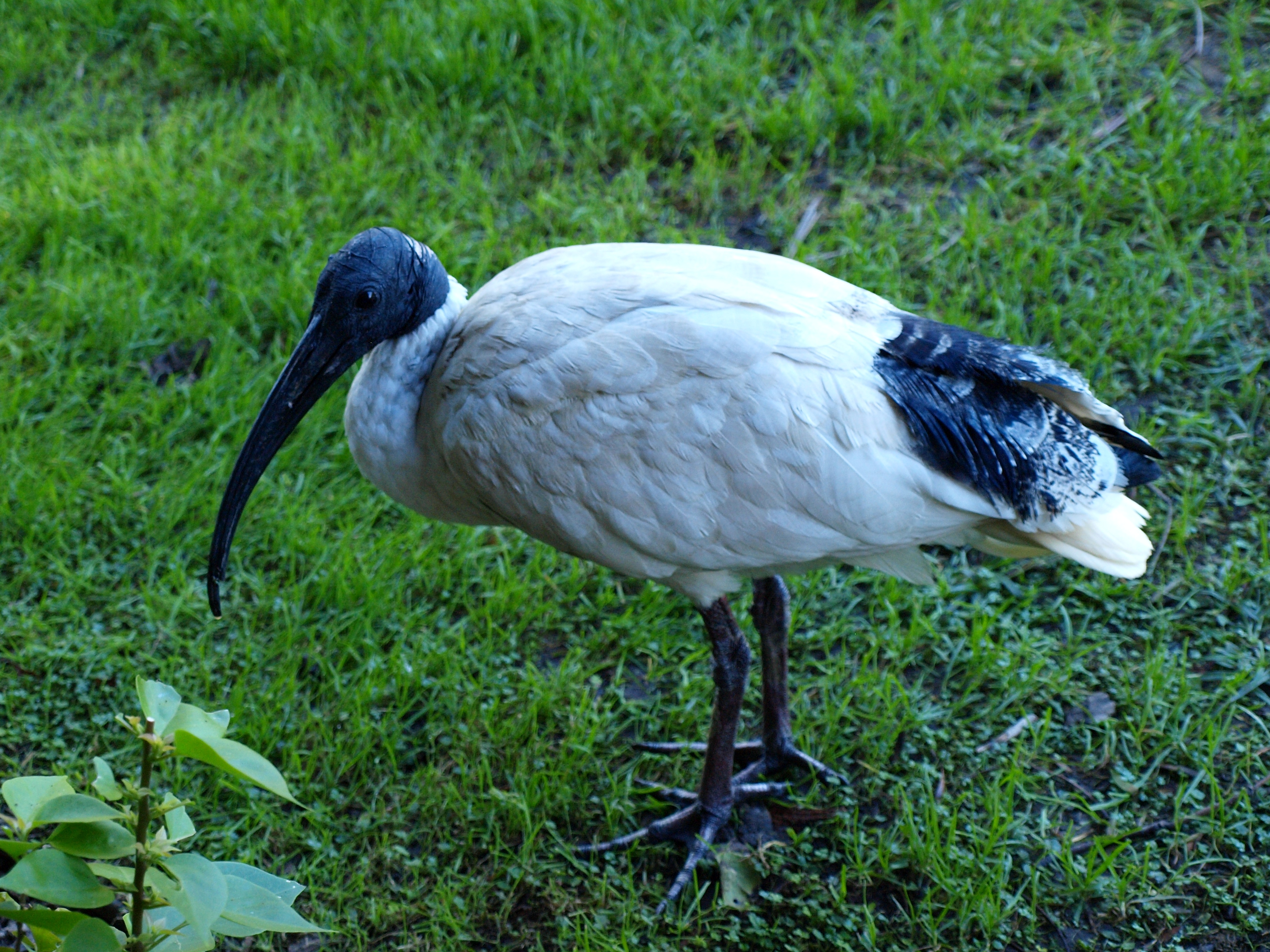
Австралійський білий ібіс у Сіднейському королівському ботанічному саду